# Cybaeus strandi
Espèce
Cybaeus strandi est une espèce d'araignées aranéomorphes de la famille des Cybaeidae.

## Distribution
Cette espèce est endémique de Roumanie.

## Description
La femelle mesure 8 mm.

## Publication originale
- Kolosváry, 1934 : Beiträge zur Spinnenfauna Siebenbürgens. Folia Zoologica et Hydrobiologica, Rigā, vol. 7, p. 38-43.